# Hawaii megye
Hawaii megye az Amerikai Egyesült Államokban, azon belül Hawaii államban található. Megyeszékhelye Hilo, mely a legnagyobb városa is. Lakosainak száma 200 629 fő (2020. április 1.).

## Népesség
A megye népességének változása:
| Lakosok száma | 185 079 | 196 428 | 200 629 |
|               | 2010    | 2015    | 2020    |